# Lamine Koné
Lamine Koné (Parijs, 1 februari 1989) is een Ivoriaans-Frans voetballer die bij voorkeur als centrale verdediger speelt. Hij verruilde in januari 2016 Lorient voor Sunderland. In 2014 debuteerde hij voor Ivoorkust.

## Clubcarrière
Koné speelde in de jeugd bij SO Paris, US Alfortville en Châteauroux. In 2006 werd hij bij het eerste elftal gehaald. Hij debuteerde op 27 april 2007 tegen Montpellier. In 74 competitiewedstrijden kwam hij tot 4 doelpunten als centrale verdediger voor Châteauroux. Op 30 juli 2010 tekende de centrumverdediger een vierjarig contract bij Lorient, dat één miljoen euro betaalde voor Koné. Op 23 juli 2013 verlengde hij zijn contract met drie seizoenen. In totaal maakte de Ivoriaan zeven treffers in 124 competitieduels. In januari 2016 tekende hij een verbintenis tot 2020 bij Sunderland. Per 1 juli 2018 werd hij uitgeleend aan RC Strasbourg.

## Interlandcarrière
Koné verzamelde acht caps voor Frankrijk -20. In 2014 debuteerde hij voor Ivoorkust.